# تشانغ تشى
تشانغ تشى (بالصينية: 长治市 )‏ هي مدينة على مستوى محافظة، في جمهورية الصين الشعبية، تتبع شانسي، تبلغ مساحتها 13,864 كيلومتر مربع، رمزها البريدي هو 046000.

## المناخ
يظهر الجدول التالي التغييرات المناخية على مدار السنة لتشانغ تشى:
| البيانات المناخية لـتشانغ تشى                           | البيانات المناخية لـتشانغ تشى | البيانات المناخية لـتشانغ تشى | البيانات المناخية لـتشانغ تشى | البيانات المناخية لـتشانغ تشى | البيانات المناخية لـتشانغ تشى | البيانات المناخية لـتشانغ تشى | البيانات المناخية لـتشانغ تشى | البيانات المناخية لـتشانغ تشى | البيانات المناخية لـتشانغ تشى | البيانات المناخية لـتشانغ تشى | البيانات المناخية لـتشانغ تشى | البيانات المناخية لـتشانغ تشى | البيانات المناخية لـتشانغ تشى |
| الشهر                                                   | يناير                         | فبراير                        | مارس                          | أبريل                         | مايو                          | يونيو                         | يوليو                         | أغسطس                         | سبتمبر                        | أكتوبر                        | نوفمبر                        | ديسمبر                        | المعدل السنوي                 |
| ------------------------------------------------------- | ----------------------------- | ----------------------------- | ----------------------------- | ----------------------------- | ----------------------------- | ----------------------------- | ----------------------------- | ----------------------------- | ----------------------------- | ----------------------------- | ----------------------------- | ----------------------------- | ----------------------------- |
| متوسط درجة الحرارة الكبرى °م (°ف)                       | 2.2 (36.0)                    | 5.3 (41.5)                    | 10.9 (51.6)                   | 19.0 (66.2)                   | 24.1 (75.4)                   | 27.6 (81.7)                   | 28.2 (82.8)                   | 26.7 (80.1)                   | 22.7 (72.9)                   | 17.2 (63.0)                   | 10.0 (50.0)                   | 3.7 (38.7)                    | 16.5 (61.7)                   |
| المتوسط اليومي °م (°ف)                                  | −4.7 (23.5)                   | −1.4 (29.5)                   | 4.2 (39.6)                    | 11.9 (53.4)                   | 17.3 (63.1)                   | 21.1 (70.0)                   | 22.5 (72.5)                   | 20.8 (69.4)                   | 16.2 (61.2)                   | 10.5 (50.9)                   | 3.3 (37.9)                    | −3.0 (26.6)                   | 9.9 (49.8)                    |
| متوسط درجة الحرارة الصغرى °م (°ف)                       | −9.9 (14.2)                   | −6.4 (20.5)                   | −1.1 (30.0)                   | 5.7 (42.3)                    | 11.1 (52.0)                   | 15.1 (59.2)                   | 17.6 (63.7)                   | 16.2 (61.2)                   | 10.9 (51.6)                   | 4.8 (40.6)                    | −2.0 (28.4)                   | −8.0 (17.6)                   | 4.5 (40.1)                    |
| الهطول مم (إنش)                                         | 5.2 (0.20)                    | 9.0 (0.35)                    | 18.2 (0.72)                   | 24.7 (0.97)                   | 52.9 (2.08)                   | 72.1 (2.84)                   | 123.2 (4.85)                  | 119.0 (4.69)                  | 65.1 (2.56)                   | 35.9 (1.41)                   | 16.0 (0.63)                   | 5.9 (0.23)                    | 547.2 (21.53)                 |
| متوسط أيام هطول الأمطار (≥ 0.1 mm)                      | 3.3                           | 4.4                           | 6.7                           | 5.3                           | 8.8                           | 10.5                          | 13.8                          | 12.1                          | 6.7                           | 6.3                           | 4.5                           | 3.1                           | 85.5                          |
| متوسط الرطوبة النسبية (%)                               | 53                            | 54                            | 53                            | 49                            | 55                            | 61                            | 76                            | 79                            | 74                            | 65                            | 58                            | 54                            | 61                            |
| المصدر #1: China Meteorological Administration          |                               |                               |                               |                               |                               |                               |                               |                               |                               |                               |                               |                               |                               |
| المصدر #2: Weather China (precipitation days 1971–2000) |                               |                               |                               |                               |                               |                               |                               |                               |                               |                               |                               |                               |                               |

## التقسيمات الإدارية
- Chengqu, Changzhi [الإنجليزية]‏
- Luzhou District, Changzhi [الإنجليزية]‏
- محافظة تشانغ تشى
- Xiangyuan County [الإنجليزية]‏
- مقاطعة تونليو  [لغات أخرى]‏
- Pingshun County [الإنجليزية]‏
- Licheng County [الإنجليزية]‏
- Huguan County [الإنجليزية]‏
- Zhangzi County [الإنجليزية]‏
- مقاطعة وشيانغ  [لغات أخرى]‏
- Qin County [الإنجليزية]‏
- Qinyuan County [الإنجليزية]‏
- لوتشنغ، وشانشى  [لغات أخرى]‏.